# Вессен, Элиас
Элиас Вессен (швед. Elias Wessén; 15 апреля 1889, местечко Линдерос в лене Йёнчёпинг — 30 января 1981, Стокгольм) — шведский филолог-германист, профессор скандинавских языков в университете Стокгольма, член Шведской академии в 1947—1981 гг., член Нобелевского комитета по литературе, инициатор создания и член Шведского языкового совета.

## Биография
Вессен родился 15 апреля 1889 в небольшом шведском местечке Линдерос (провинция Йёнчёпинг) в семье священника. В 1893 году семья переехала в Нёхби (провинция Эстергётланд), где его отец вступил в должность приходского священника. Учился в гимназии города Линчёпинг, после окончания которой в 1906 году Вессен поступил в университет Упсалы, где он приступил к изучению истории литературы, скандинавских языков, немецкого, санскрита, теоретической философии и политологии.
Стал председателем студенческого союза университета Упсалы в 1914. Визит Вессена, как представителя студенческих организаций Швеции, в Берлин в 1915 году привлек к себе внимание немецкой прессы, из-за того, что он подверг критике французскую бомбардировку Карлсруэ.
В 1914 году Вессен защитил докторскую диссертацию в университете Упсалы. С 1928 по 1957 был профессором скандинавских языков в университете Стокгольма. Выступил инициатором создания Шведского языкового совета в 1944 г. В 1947 году Элиас Вессен был избран 16 членом Шведской академии (сменив Тора Анрая в этом кресле), которая является одной из королевских академий Швеции и занимается изучением и упорядочением шведского языка и словесности.